# Драгољуб Драговић
Драгољуб Драговић (Подгорица, 21. децембар 1943 — Дучићи, Титоград 2. март 1979) био је авијатичар, светски рекордер у падобранству.
Падобранством је почео да се бави 1961. у Титограду у Аеро-клубу „Шпиро Мугоша“, а од 1963. године стални је члан репрезентације Југославије. До 1972. скочио је из авиона 1950 пута, па је по броју скокова на другом месту међу падобранцима у Југославији, а међу првих десет у свету.
Уз два светска рекорда, у појединачном ноћном скоку на циљ са висине од 2.000 метара и групном скоку на циљ са 1.000 метара у Вршцу 1965. године, на Јадранском падобранском купу у Порторожу 1967. године освојио је златну медаљу у групним скоковима (неслужбени светски куп). На Првенству света 1970. у Бледу, освојио је сребрну медаљу. Исте године постао је апсоплутни првак Југославије у свим падобранским дисциплинама. 
Заслужни је спортиста Југославије. За изванредне успехе додељене су му значке златно С са једним и два дијаманта.